# Università Johannes Gutenberg di Magonza

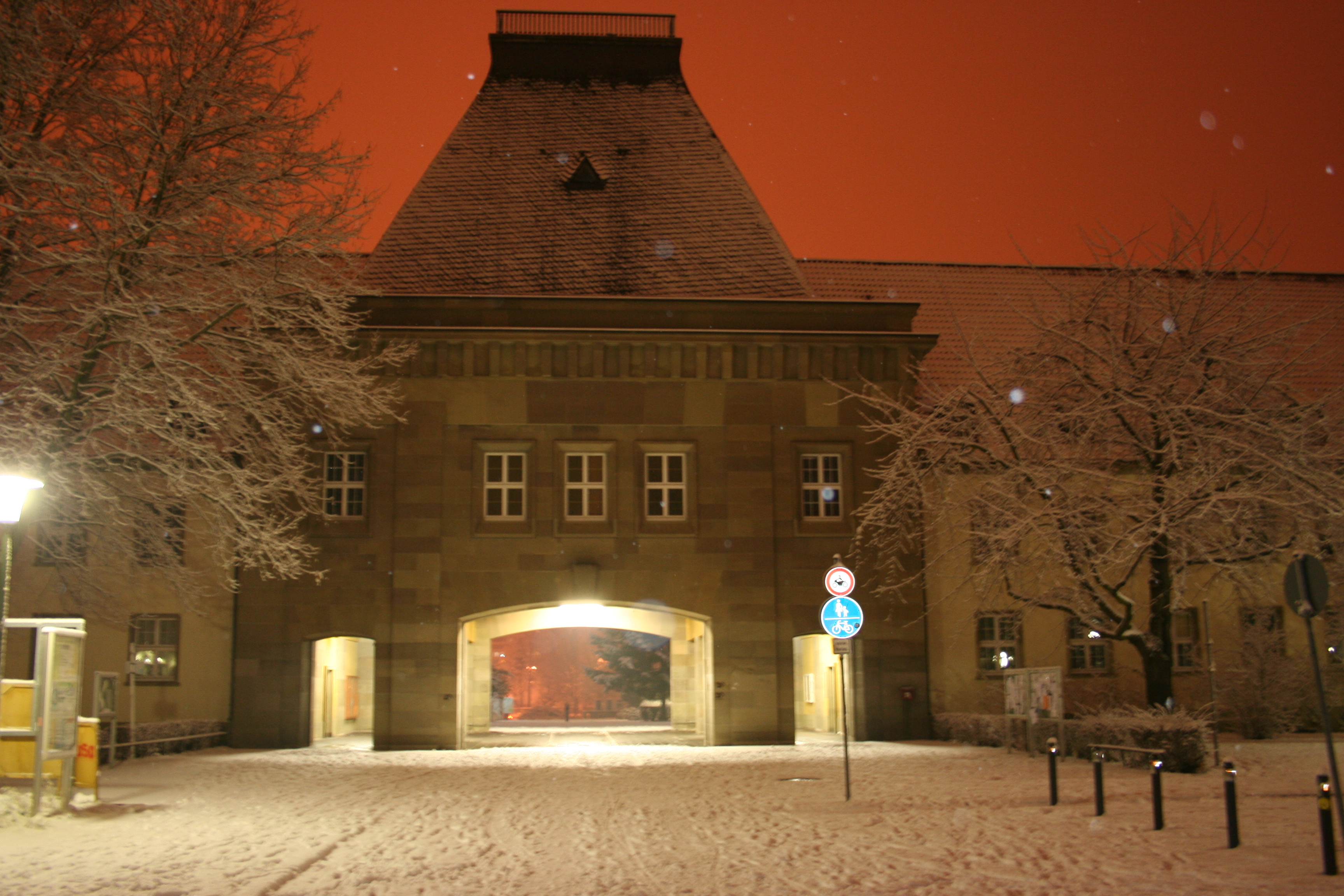
Entrata

L'Università Johannes Gutenberg di Magonza (in tedesco Johannes Gutenberg-Universität Mainz, abbreviato in JGU) è un'università tedesca situata a Magonza, nel Land della Renania-Palatinato. Con 35.785 studenti (a partire dal semestre invernale 2010/2011) e circa 150 fra istituti e ospedali, è una delle dieci più grandi università in Germania. In una riforma strutturale il 1º gennaio 2005 l'Università è stata strutturata in undici aree tematiche. Il suo nome è un omaggio all'inventore della stampa a caratteri mobili, Johannes Gutenberg, che viveva ed operava a Magonza.

## Dipartimenti
Dal 1º settembre 2010 l'università è suddivisa in dieci dipartimenti:
1. Teologia cattolica e teologia protestante
2. Scienze sociali, dei media e dello sport
3. Giurisprudenza ed Economia
4. Medicina
5. Filosofia e Filologia
6. Studi linguistico-culturali
7. Studi storico-culturali
8. Scienze matematiche, fisiche e informatiche
9. Scienze chimiche, farmaceutiche e geologiche
10. Biologia